# Fio Maravilha
João Batista de Sales, mais conhecido como Fio Maravilha (Conselheiro Pena, 19 de janeiro de 1945), é um ex-futebolista brasileiro que atuava como atacante.
No Brasil, Fio Maravilha defendeu Flamengo, Avaí, Desportiva Ferroviária, Paysandu, CEUB, Bangu e São Cristóvão. Nos Estados Unidos, o atacante passou por três clubes: New York Eagles, Monte Belo Panthers e San Francisco Mercury.
O jogador tinha um futebol "folclórico" e "desengonçado", mas fez gols em jogos importantes e era popular perante a torcida flamenguista, tendo recebido muitas cartas de fãs na portaria do clube. Trocou passes com grandes jogadores, como Almir Pernambuquinho, Doval, Dionísio, César Maluco, Silva Batuta e Zico. Dividiu o campo algumas vezes com Garrincha, tendo, em amistoso contra o Nacional do Amazonas (1969), entrado em seu lugar.
A origem de seu apelido "Fio", segundo ele, possui duas versões: a primeira é por ter sido muito magro, e a outra, vem do fato das mães no interior chamarem os filhos de fio.

## Carreira

### Flamengo
Irmão de Germano (ex-ponta-esquerda do Flamengo, Milan e Palmeiras), João Batista começou a carreira no clube da Gávea, aos 15 anos.  
Seu primeiro jogo foi uma derrota por 3–0 contra o Bahia, em jogo amistoso na Fonte Nova (21 de abril de 1965). O primeiro gol foi contra o Fluminense, em jogo da Taça Guanabara, no Estádio das Laranjeiras (2–2, em 1º de setembro de 1965).
Foi destaque na conquista do Torneio Quadrangular de Guayaquil, em 1966, recebendo proposta do Emelec.
Em 26 de junho de 1967, balançou a rede do Barcelona, logo ao primeiro minuto, pelo Troféu Ibérico, o único do jogo. Em solo espanhol, ficou com o segundo lugar (Sporting de Portugal foi o vencedor do triangular).
Em 1970, foi campeão pela primeira vez do Torneio Internacional, tendo feito o primeiro tento do triunfo por 6–1 sobre o argentino Independiente, pela segunda rodada. A estreia havia sido contra a Seleção Romena (vitória de 4–1), já o último jogo foi uma vitória por 2–0 sobre o Vasco. Nos 3 jogos iniciou como titular e foi substituído por Nei Oliveira.[carece de fontes?]
Em 31 de março de 1970, no Maracanã com 106 mil torcedores, marcou, aos 43 da etapa inicial, o gol do título da Taça Guanabara, jogada como competição independente do Carioca, a primeira do time da Gávea (o Fluminense empatou o jogo, que ficou em 1–1, mas mesmo assim o troféu veio, pois bastava o empate).
No Brasileiro de 1970, realizou o único gol da partida em disputas com Internacional e Atlético-MG.
Em 29 de julho de 1971, na estreia de Zico (18 anos) no time profissional, recebeu dele a assistência para assinar o gol da vitória contra o Vasco, no Maracanã (2–1), pela Taça Guanabara.

#### O gol consagrador
O apelido virou "Fio Maravilha", após marcar o gol da vitória (1–0) da equipe carioca contra o Benfica, de Portugal. Foi homenageado pelo cantor Jorge Ben Jor com a canção homônima, grande sucesso nacional, vencedora do Festival Internacional da Canção de 1972 (na voz de Maria Alcina), que narra o feito contra a equipe portuguesa: "Tabelou, driblou dois zagueiros/ Deu um toque driblou o goleiro/ Só não entrou com bola e tudo/ Porque teve humildade em gol". O gol "de anjo, um verdadeiro gol de placa", segundo Jorge Ben, aos 33 da segunda etapa e visto por 44 mil pessoas no Maracanã, ocorreu em 15 de janeiro de 1972 (4 dias antes de completar 27 anos), pelo Torneio Internacional do Rio de Janeiro, vencido pelo Flamengo, após essa vitória contra o time lusitano e outra sobre o Vasco da Gama (também por 1–0, mas com gol de Paulo César Cajú; Fio entrou no lugar de Caio Cambalhota). Pedido pela torcida, Zagallo o colocou no segundo tempo, após Arílson se machucar em dividida com o zagueiro Malta. Os dois zagueiros citados no hit eram o beque Messias e o lateral Artur; o goleiro era José Henrique, o “Zé Gato”; e a tabela foi feita com Rogério Hetmanek. Não existem gravações do lance. Detalhe que o contrato dele com o clube já havia expirado fazia 15 dias, que o renovou em razão do golaço.
A narração de Fio do seu gol, em visita ao campo do Maracanã, é a seguinte: 
Citação: "Quando eu recebi a bola do Rogério, eu vim, consegui driblar os dois zagueiros, e os beques correndo atrás de mim. Aqui o goleiro saiu, eu fiz que ia para o meio do gol, para o meio da área, inverti e saí pelo lado esquerdo, o goleiro caiu... Em cima da marca da pequena área, eu toquei para o gol. Porque eu não quis correr o risco de tropeçar, acontecer alguma coisa, e perder. E daqui fiz o gol e saí para a galera" (2013).

#### Últimos gols e jogos
Em 30 de janeiro, 15 dias depois do "gol que virou música", Fio assinalou o seu contra a tradicional Seleção Húngara, em empate de 2–2. Depois ainda marcaria mais seis gols pelo Flamengo, o primeiro destes já próximo ao fim do ano, em novembro de 1972, numa vitória de 1–0 sobre a Portuguesa, pelo Brasileirão.
Seu último gol, no Estádio Rei Pelé (AL), se deu em 3 de dezembro de 1972, em um 5–2 contra o CRB (Brasileirão), sua última vitória, tendo feito também nos dois jogos anteriores (1–1 com o Cruzeiro e 1–0 sobre o Naútico). Sua última peleja pelo clube foi em 7 de fevereiro de 1973, empatando em 1–1 com o Bahia (Torneio do Povo), na Fonte Nova, mesmo adversário e local da sua estreia.

#### Marcas e títulos
Pelo Flamengo, marcou 79 gols em 289 partidas. 34º artilheiro da história do time e o 39º a mais atuar, foi o goleador do mesmo em 1970 e 1971, com 20 e 12 gols, respectivamente, sendo o jogador do Rubro-negro com mais gols nos Brasileiros de 1970 (7 gols) e 1972 (6 gols) e nos Cariocas de 1967 (6 gols) e 1971 (4 gols). 
Foi campeão carioca em 1965 e 1972; vice em 1966, 1968, 1969 e 1973; e quarto lugar em 1971. Pela Taça Guanabara foi vencedor em 1970 e 1972 (a primeira, competição à parte, e a última, turno do estadual), além de vice em 1966 e 1968. Não marcou nas edições do Cariocão em que foi campeão. Não disputou nenhuma das 4 partidas da vitoriosa campanha flamenguista no Torneio do Povo de 1972, tendo jogado nas edições de 1971 e 1973, que não findaram em título.
Com ele no time, o Fla teve 125 vitórias (43%), 92 empates (32%) e 74 derrotas (25%), segundo o site flaestatistica.
Realizou dobletes (dois gols na partida) em nove jogos, destacando-se: 4–1 contra o Fluminense (Carioca de 1967; os outros dois gols, de Reyes e Dionísio, foram com passes dele), 2–0 contra o Vasco (Taça Guanabara de 1970, estreia na terceira fase), 2–0 contra o Santos (Taça de Prata de 1970; no adversário, nomes como Pelé, Carlos Alberto Torres e Clodoaldo), 3–3 contra o Atlético-MG (Torneio do Povo de 1971, última rodada: o time já estava eliminado após cinco jogos sem gols, dos quais Fio jogou quatro, embora em nenhum por 90 minutos) e 2–0 contra o Sergipe (Brasileirão de 1972).
Marcou um, seis e oito gols, respectivamente, em Botafogo, Vasco e Fluminense. Além dos 3 rivais grandes do RJ, marcou gol em todos os 4 grandes de São Paulo, na dupla do Clássico Mineiro e no Internacional. Perante equipes estrangeiras foram 11 gols: além das já citadas Hungria (2–2), Benfica (1–0), Barcelona (1–0) e Independiente (6–1), completam a lista Emelec-EQU (2–1), Necaxa-MEX (1–2), West Bromwich-ENG (1–2), Belenenses-POR (4–1), Alianza Lima-PER (2–4), Alianza-ELS (2–3) e Robinhood-SUR (3–1).

### Depois do Flamengo
No ano de 1972, levado pelo técnico Válter Miraglia, teve uma rápida passagem por empréstimo pelo Avaí (uma partida: 1–1, sem gol seu, contra o Pinheiros-PR), antes de ainda voltar ao Flamengo.
No ano de 1973 disputou o Campeonato Brasileiro pela Desportiva Ferroviária (o time ficou em 27 entre 40 times), em que jogou 14 partidas e não fez gols. Lembra que não jogou contra o Flamengo, em razão do então treinador ter achado que ele poderia ficar afetado emocionalmente.
O jogador inicialmente escolhido pelos dirigentes do time capixaba era Arthur Antunes Coimbra, o Zico, de 19 anos à época. Zagallo, técnico rubro-negro na ocasião, vetou e ofereceu Fio Maravilha. Fio explica que com a chegada de Zagallo foi sendo colado de lado no time carioca, por não se adequar ao estilo de jogo do técnico, mais defensivo, mas que sempre foram amigos e o considera uma pessoa espetacular.
Pelo São Cristóvão, em 29 de março de 1975, participou com grande atuação na vitória do Tóvão por 3–2 sobre o Flamengo, no Maracanã, após sair perdendo por 2–0, dando o passe em todos os gols cristovenses.
Defendendo o CEUB-DF, em 31 de agosto de 1975, quase deu a vitória para seu time em jogo contra o Grêmio, empate de 0–0 (o que já foi considerado zebra), mas desperdiçou duas boas chances, em uma delas driblando Beto Fuscão, na pequena área, antes de chutar por cima da baliza.

### Futebol estadunidense e aposentadoria
No início dos anos 1980, mudou-se para os Estados Unidos, onde foi atuar no New York Eagles. Defendeu a equipe durante meia temporada (quatro meses) e depois recebeu um convite para defender um time semi-profissional de Los Angeles, o Monte Belo Panthers. Seu último time foi o Mercury, de São Francisco. Resolveu ficar por lá, mesmo que tivesse que abandonar a carreira. Foi o que fez, tornando-se entregador de pizzas.
Em 2007, disse numa entrevista em rede nacional que seu processo contra Jorge Ben Jor fora um mal entendido e autorizava o cantor a voltar a cantar a música da forma original (o cantor passou a usar "Filho Maravilha"), utilizando seu apelido.
Em 2013, afirmou para a equipe do GE: "Resolvi parar, pensei em ficar um pouco nos Estados Unidos para estudar um pouco de inglês, e esse pouco que eu ia ficar nos Estados Unidos já se tornaram 35 anos. Entreguei pizza, trabalhei em casa de família dirigindo. Me aposentei e a vida por lá está maravilhosa."

## Estilo de jogo
Já afirmou ser "o maior improvisador do futebol brasileiro" e que a cada jogo inventava um novo drible. Em 1994, perguntado se considerava ter sido um bom jogador, afirmou: "Não fui dos piores... Sempre gostei do futebol-arte. Nunca fui titular em time do Zagalo." "Dava minhas pernadas", disse mais recentemente. Trombador, voluntarioso, veloz e fazedor de gols dentro de campo, tinha também como marca o carisma.
Era conhecido por driblar zagueiros e logo depois, perder gols "feitos".[carece de fontes?].
Uma curiosidade é que Fio ajudou Bussunda a virar torcedor rubro-negro, conforme o humorista relatou em entrevista de 2002 ao jornalista Juan Saavedra (blog Flamengo NET): "(...) fui num Fla x Flu no ‘Maraca’, me arrepiei com a torcida e com a atuação do Fio Maravilha e, graças a Deus, virei Mengão até morrer"; "(...) serei eternamente agradecido por ele ter me ajudado a ser rubro-negro".

## Títulos

### Flamengo
- Campeonato Carioca: 1965, 1972
- Campeonato Carioca de Aspirantes: 1970
- Taça Guanabara: 1970, 1972 e 1973
- Torneio do Povo: 1972
- Torneio Internacional do Rio de Janeiro: 1970, 1972

#### Outras conquistas
- Torneio Quadrangular de Vitória: 1965
- Torneio Gilberto Alves: 1965
- Torneio Quadrangular de Guayaquil: 1966
- Copa Mohammed V: 1968[9]
- Troféu Marechal Mendes de Morais: 1970
- Troféu Ary Barroso: 1970
- Troféu Ponto Frio Bonzão: 1971
- Troféu Pedro Pedrossian: 1971
- Taça Presidente Médici: 1971
- Troféu Sesquicentenário de Independência do Brasil: 1972
- Taça Cidade do Rio de Janeiro: 1973
- Taça 23º Aniversario de Rede Tupi de Televisão: 1973
- Taça Arariboia: 1973
- Taça Dr. Manoel dos Reis e Silva: 1973

#### Artilharias
- Artilheiro do Flamengo na temporada: 1970 (20 gols) e 1971 (12 gols)
- 34º artilheiro da história do Flamengo
- Torneio do Povo de 1971: 2 gols

### Desportiva
- Campeonato Capixaba: 1977